# VAZ-2101
VAZ-2101 „žiguli” (rus. ВАЗ-2101 „жигули”), u Rusiji poznat i kao „kopejka” (rus. „kopejka”; najmanji novčić, 1/100 od rublja), predstavlja kompaktnu limuzinu (putnički automobil, Model 1 u sovjetskoj klasifikaciji) proizveden od strane sovjetskog proizvođača AvtoVAZa. Predstavljen je 1970. godine kao prvi proizvod tvrtke.
Automobil je bio vrlo modificirana verzija Fiata 124 prilagođena Sovjetskom Savezu i većem dijelu Istočnog bloka, proizvedena po Fiatovoj licenci. Nakon toga, široko se izvozio na Zapad, pod markom Lada. Kod nas je bio poznat kao „Lada standard”. Inačica karavana nosila je oznaku VAZ-2102.
Talijanski Fiat 124, koji je osvojio titulu Europskog automobila godine 1967., prilagođen je da preživi teške ruske uvjete vožnje. Među brojnim promjenama, otraga su dodani aluminijski bubnjevi kočnica, a originalni Fiatov motor odbačen je u korist novijeg dizajna koji je razvio sovjetski institut NAMI. Ovaj novi motor imao je moderan dizajn bregaste osovine u glavi, ali nikada nije korišten u Fiatovim automobilima. Ovjes je ojačan kako bi izdržao grube ruske ceste, a karoserija je izrađena od debljeg i težeg čelika s ojačanjima u ključnim dijelovima šasije nakon što su pukotine otkrivene tijekom testova izdržljivosti. Prvi modeli bili su opremljeni ručicom za pokretanje u slučaju da akumulator ne izdrži u sibirskim uvjetima, iako je to kasnije odbačeno. Još jedna značajka posebno dizajnirana za pomoć u hladnim uvjetima bila je ručna pomoćna pumpa za gorivo.
Motori koji su se koristili počinju s 1.2 motorom s klasičnim rasplinjačem, pa idu do 1.7 motora u izvoznom modelu, sa sustavom ubrizgavanja goriva iz General Motorsa. Dizelski motori kasnije su se ugrađivali samo za rusko tržište. Pogon je na stražnje kotače. Motor je četverocilindrični s dva ventila po cilindru i jednom bregastom osovinom u glavi motora.
U prvoj godini proizvedeno je 22 000 primjeraka, a kapacitet je do 1973. dosegao 660 000. Prodaja je dosegla milijun 21. prosinca 1973., milijun i pol 1974. godine. U svibnju 1974. krenula je prodaja u Ujedinjenom Kraljevstvu po cijeni od 979 funti. VAZ-2101 proizvodio se, gotovo nepromijenjen, od 1970. do 1982. godine.

## Galerija
- VAZ-2101 iz 1980. godine.
- Karavan
- Reli vozilo